# Lunde, Sundsvalls kommun
Lunde är en by i Tuna socken i Sundsvalls kommun, Västernorrlands län belägen söder om Matfors mellan Ljungan och Östra Rännöbodsjön. De tidigaste dokumenterade namnen i byn är Ingemar 1451, 1453, 1467,
Per 1458, Mårten 1460, Nils och Jöns 1535. Byn bestod av tre gårdar Lunde 1, 2 och 3. Runt om i byns marker finns det gott om fornlämningar från järnåldern.